# 梅峯 (政治人物)
梅峯（1957年12月14日—），無黨籍政治人物；曾任健保免費連線召集人、中華家國黨創黨總管家，現任中華家國雜誌社發行人、政治議題聯盟執行長；臺北工專五年制電子科畢，臺大電機系肄，曾於瑞典林雪平與隆德两所大學進行研究。

## 經歷
2005年2月參與組織「三一九真相調查與行動聯盟」，在台大法學院國際會議廳向李昌鈺抗議，一度與警員發生衝突。
2006年4月組織「罷免護扁立委行動聯盟」。
2007年12月競選台北市第八選區立委。
2008年於馬英九小巨蛋就職典禮因「言行過於激烈」遭警方拘捕，后被檢察官以涉嫌妨害公務起訴，被判無罪。
2010年創立中華家國黨。
2011年創立健保免費連線。

## 選舉
2008年參選第七屆區域立委，競選經費約在200萬新台幣，以171票（得票率0.12%）落選，得票在臺北市第八選舉區（文山、中正南區）7位候選人中排行第7。
2012年據稱結合一百多個政黨，組成健保免費連線。在第八屆立委選舉沒有取得任何議席，角逐不分區席位時得163,334票，得票率為1.24%，排名第7，未達到5%的當選門檻，候選名單中沒有人當選。
2019年參與2020年中華民國總統選舉連署。

## 著作
- 《家主政治與民主政治》[10]

## 專利
註冊有「漢字或非拼音文字之隱形解譯電腦字型」和「漢字教學用電腦字型及其形成方法」的專利。